# Gynoplistia viridithorax
Gynoplistia viridithorax là một loài ruồi trong họ Limoniidae. Chúng phân bố ở miền Australasia.